# Grieks Evangelische Kerk
De Grieks Evangelische Kerk (Grieks: Ελληνική Ευαγγελική Εκκλησία, Elliniki Evangeliki Ekklisia) vormen in Griekenland een kerkgenootschap met een protestants gereformeerd karakter. Het is in Griekenland de enige reformatorische kerk.
In Griekenland zijn er plaatselijk ongeveer 30 gemeenten, waarvan de gemeente van Katerini met ruim 5000 leden de grootste is.
De geloofsbelijdenis bevat 28 artikelen en lijkt op de Westminster Confessie, tevens onderschrijft men de Geloofsbelijdenis van Nicea.